# Collegio di Isle of Wight West
Isle of Wight West è un collegio elettorale situato nel Sud Est dell'Inghilterra, e rappresentato alla Camera dei Comuni del Parlamento del Regno Unito. Elegge un membro del Parlamento con il sistema first-past-the-post, ossia maggioritario a turno unico; l'attuale parlamentare è Richard Quigley del Partito Laburista, che rappresenta il collegio dal 2024.

## Estensione
Il collegio è costituito dai seguenti ward dell'isola di Wight: Brighstone, Calbourne and Shalfleet, Carisbrooke and Gunville, Central Rural, Chale, Niton and Shorwell, Cowes Medina, Cowes North, Cowes South and Northwood, Cowes West and Gurnard, East Cowes, Fairlee and Whippingham, Freshwater North and Yarmouth, Freshwater South, Mountjoy and Shide, Newport Central, Newport West, Osborne, Pan and Barton, Parkhurst and Hunnyhill e Totland and Colwell.
Comprende le aree occidentali dell'isola di Wight, con le comunità di Newport, East Cowes, Cowes e Freshwater.

## Membri del parlamento
| Elezione | Elezione | Deputato        | Partito   |
| -------- | -------- | --------------- | --------- |
|          | 2024     | Richard Quigley | Laburista |

## Risultati elettorali

### Elezioni negli anni 2020
| Partito                    | Partito                                      | Candidato                  | Risultati 4 luglio 2024 | Risultati 4 luglio 2024 |
| Partito                    | Partito                                      | Candidato                  | Voti                    | %                       |
| -------------------------- | -------------------------------------------- | -------------------------- | ----------------------- | ----------------------- |
|                            | Laburista                                    | Richard Quigley            | 13 240                  | 38,61                   |
|                            | Conservatore                                 | Bob Seely                  | 10 063                  | 29,35                   |
|                            | Reform UK                                    | Ian Pickering              | 5 834                   | 17,01                   |
|                            | Lib Dem                                      | Nick Stuart                | 2 726                   | 7,95                    |
|                            | Verde                                        | Cameron Palin              | 2 310                   | 6,74                    |
|                            | Alliance for Democracy and Freedom           | Rachel Thacker             | 117                     | 0,34                    |
|                            |                                              |                            |                         |                         |
| Iscritti                   | Iscritti                                     | Iscritti                   | 55 406                  | 100,00                  |
| ↳ Votanti (% su iscritti)  | ↳ Votanti (% su iscritti)                    | ↳ Votanti (% su iscritti)  | 34 290                  | 61,89                   |
| ↳ Astenuti (% su iscritti) | ↳ Astenuti (% su iscritti)                   | ↳ Astenuti (% su iscritti) | 21 116                  | 38,11                   |
|                            |                                              |                            |                         |                         |
|                            | Esito: collegio a Laburista (nuovo collegio) |                            |                         |                         |